# Ilvädersträsket
Ilvädersträsket är en sjö i Skellefteå kommun i Västerbotten och ingår i Rickleåns huvudavrinningsområde. Sjön har en area på 0,841 kvadratkilometer och ligger 261,2 meter över havet. Sjön avvattnas av vattendraget Aggbäcken.

## Delavrinningsområde
Ilvädersträsket ingår i det delavrinningsområde (715440-170913) som SMHI kallar för Ovan 715808-170935. Medelhöjden är 274 meter över havet och ytan är 17,17 kvadratkilometer. Det finns inga avrinningsområden uppströms utan avrinningsområdet är högsta punkten. Aggbäcken som avvattnar avrinningsområdet har biflödesordning 3, vilket innebär att vattnet flödar genom totalt 3 vattendrag innan det når havet efter 77 kilometer. Avrinningsområdet består mestadels av skog (63 procent) och sankmarker (30 procent). Avrinningsområdet har 0,84 kvadratkilometer vattenytor vilket ger det en sjöprocent på 4,9 procent.